# Гулаб, Ник
Ник Гулаб (англ. Nick Goolab; род. 30 января 1990, Лондон, Великобритания) — британский легкоатлет, специализирующийся в кроссе и беге на длинные дистанции. Победитель и призёр чемпионатов Европы по кроссу среди юниоров в командном первенстве.

## Биография
Начал заниматься лёгкой атлетикой в школе, выступал на национальных соревнованиях за клуб Ealing, Southall and Middlesex. Наибольших успехов в юниорском возрасте добился в кроссе. В 2008 году стал вторым на отборочных соревнованиях, благодаря чему впервые попал в состав сборной Великобритании на чемпионат Европы по кроссу. В личном первенстве занял только 65-е место, но стал бронзовым призёром турнира в составе команды. Спустя год финишировал на европейском первенстве вторым, уступив победителю одну секунду. В командном зачёте британские юниоры стали чемпионами Европы.
Добиться такого же прогресса на дорожке стадиона Гулабу долгое время не удавалось. Только под руководством Крейга Уинроу с 2015 года ему удалось улучшить свои результаты в беге на 1500 и 3000 метров.
В 2017 году отобрался на чемпионат Европы в помещении, где показал 13-е время в предварительных забегах на 3000 метров и не смог пробиться в финал. Летом установил личный рекорд в беге на 5000 метров (13.33,48) и стал вторым на этой дистанции на командном чемпионате Европы.
Закончил Бирмингемский университет со степенью магистра в области математики.

## Основные результаты
| Год  | Турнир                                    | Место проведения      | Дисциплина     | Место       | Результат |
| ---- | ----------------------------------------- | --------------------- | -------------- | ----------- | --------- |
| 2008 | Чемпионат Европы по кроссу среди юниоров  | Брюссель, Бельгия     | кросс 6 км     | 65-е        | 20.09     |
| 2009 | Чемпионат мира по кроссу среди юниоров    | Амман, Иордания       | кросс 8 км     | —           | DNF       |
| 2009 | Чемпионат Европы по кроссу среди юниоров  | Дублин, Ирландия      | кросс 6,039 км | 2-е         | 18.47     |
| 2010 | Чемпионат Европы по кроссу среди молодёжи | Албуфейра, Португалия | кросс 8,17 км  | 25-е        | 25.04     |
| 2012 | Чемпионат Европы по кроссу среди молодёжи | Будапешт, Венгрия     | кросс 8,05 км  | 75-е        | 26.42     |
| 2017 | Чемпионат Европы в помещении              | Белград, Сербия       | 3000 м         | 13-е (заб.) | 8.02,49   |
| 2017 | Командный чемпионат Европы                | Лилль, Франция        | 5000 м         | 2-е         | 13.59,72  |